# Kopiska
Kopiska is een plaats in het Poolse district  Grodziski (Mazovië), woiwodschap Mazovië. De plaats maakt deel uit van de gemeente Baranów en telt 280 inwoners.